# 아랍에미리트 시간
아랍에미리트 시간은 아랍에미리트의 표준 시간대다. UTC+04:00보다 4시간 앞선 걸프 표준시를 따르며 인접국 오만과 동일선상에 있다. 아랍에미리트는 일광 절약 시간제를 위해 시간을 변경하지 않는다.